# Danny Lockin
Daniel Joseph Lockin (13 de julho de 1943 – 21 de agosto de 1977) foi um ator e dançarino americano que apareceu no palco, na televisão e no cinema. Ele era mais conhecido por interpretar o personagem Barnaby Tucker no filme de 1969, Hello, Dolly!.

## Juventude
Nascido no Havaí, Lockin foi criado em Omaha, Nebraska. Ele começou a dançar profissionalmente em feiras locais aos oito anos de idade. Seu ato co-estrelou Neal Reynolds, um garoto afro-americano com quem ele dançava sapateado, contava piadas, fazia pantomima e fazia imitações de pessoas famosas.
Durante seu primeiro ano do ensino médio, a família de Lockin mudou-se para Anaheim, Califórnia, onde ele se formou na Rancho Alamitos High School. Ele foi escalado para papéis juvenis principais em produções regionais de Gypsy: A Musical Fable, The Music Man e Time for Everything. Após a formatura, ele imediatamente começou a trabalhar como ator e dançarino profissional.

## Carreira
Danny teve um papel inicial e não creditado como um dos meninos da fazenda de Dainty June na versão cinematográfica de 1962 de Gypsy. Ele apareceu na peça Morning Sun em outubro de 1963 com Patricia Neway e Bert Convy, mas fechou após nove apresentações. The New York Times disse que ele "dança com flexibilidade acrobática e frescor envolvente". Ele fez sua estreia na Broadway em 8 de abril de 1964, em West Side Story, na Cidade de Nova Iorque, no papel de Gee-Tar (um papel que ele deixou em 3 de maio), e apareceu como ator e dançarino em uma produção regional de Take Me Along. Mais tarde naquele ano, ele foi escalado para um papel principal no musical Tom Sawyer, apresentado na St. Louis Municipal Opera.
Ele substituiu Jerry Dodge no papel de Barnaby Tucker em Hello, Dolly! no inverno de 1965, e percorreu os Estados Unidos em seis produções itinerantes com diversas atrizes interpretando Dolly Levi, incluindo Betty Grable, Ginger Rogers, Eve Arden, Dorothy Lamour e Anne Russell. Ele permaneceu no papel na versão cinematográfica de Hello, Dolly!, e quando as filmagens terminaram, continuou o papel na versão da Broadway de Hello, Dolly!, onde trabalhou com Ethel Merman e Phyllis Diller até fechar em 27 de dezembro de 1970. Ele tinha sentimentos confusos sobre Carol Channing como Dolly, sobre quem ele disse uma vez: "Carol Channing é bastante desconcertante. Você notará ela olhando para você com aqueles grandes olhos de bebê. Então, eventualmente, você percebe que a pessoa por trás daqueles olhos tem, em termos do show business, cerca de 200 anos de idade." Mais tarde, ele também expressou insatisfação com a forma como o público reagiu a Merman no papel de Dolly Levi, e como isso mudou o show. "Ela não era Dolly lá em cima, ela era Ethel Merman com roupas de Dolly. ... O público veio, é claro; eles vieram ver a versão de Ethel Merman. Mas não era mais Hello, Dolly! era seu show. ... Channing ou Streisand, elas faziam parte de um elenco, tentando interpretar uma personagem. Mas com Ethel Merman - e não apenas culpa dela, com o público, ela era uma grande instituição - o resto de nós sentiu como apenas seus coristas ou sua linha de refrão."
Lockin também teve vários papéis especiais e incidentais na televisão. Father of the Bride, Dr. Kildare, Mr. Novak, My Three Sons, e Sid Caesar Show. Ele fez um teste de tela para a versão cinematográfica de 1965 de The Sound of Music, mas não conseguiu o papel. Em 1967, ele foi escalado para um papel menor no filme The Graduate, mas foi contratualmente obrigado a continuar em uma produção regional de Hello, Dolly! em Las Vegas, Nevada, e não pôde aceitar o emprego.
Lockin foi escalado para a versão cinematográfica de 1969 de Hello, Dolly! com base em sua dança. Ele passou por 13 testes de tela antes de conseguir o papel. Mais tarde, ele disse que fazer o filme era "o sonho da minha vida". Ele sentiu uma forte necessidade de competir com o diretor do filme, o lendário dançarino Gene Kelly. A certa altura das filmagens, ele executou uma série de quatro "borboletas" (uma cambalhota em que a pessoa não coloca as mãos no chão) enquanto Kelly observava; Kelly sugeriu uma melhoria e, para demonstrar, saltou para seis borboletas tecnicamente superiores. Lockin, castigado, teria ficado de mau humor por três dias. Em abril de 1970, ele estrelou como ator convidado no The Dean Martin Show na televisão.

## Vida posterior e morte
Em 1967, Lockin casou-se com a dançarina Kathy Haas, que atuou como dançarina na produção de Hello, Dolly! em São Francisco. O filho deles, Jeremy Daniel Lockin, nasceu em 1969. O casal se divorciou no final de 1969.
Após seu divórcio, Lockin voltou em turnê com Hello Dolly!, continuando seu papel como Barnaby. Ele permaneceu com a turnê até o fim; nesse ponto, com sua carreira em declínio devido a problemas de abuso de substâncias, Lockin mudou-se para o apartamento de sua mãe em Anaheim. Por volta de 1974, Lockin começou a ajudar sua mãe na administração do Jean Lockin Dance Studio. O estúdio fechou no início de 1977 e Lockin começou a lecionar em outro estúdio de dança.
Na noite de 21 de agosto de 1977, Lockin foi a um bar gay em Garden Grove, Califórnia. Ele deixou o bar com um pequeno funcionário médico desempregado de 34 anos, Charles Leslie Hopkins (que já tinha ficha policial e estava em liberdade condicional na época). Várias horas depois, Hopkins ligou para a polícia para dizer que um homem havia entrado em seu apartamento e tentado roubá-lo. Ao chegar, a polícia encontrou o corpo de Lockin no chão do apartamento de Hopkins. Ele foi esfaqueado 100 vezes e sangrou até a morte. Seu corpo também foi mutilado após a morte. Hopkins afirmou que não tinha ideia de como o cadáver entrou em seu apartamento. Ele foi preso imediatamente.
Lockin foi enterrado no cemitério Westminster Memorial Park, em Westminster, Califórnia.

### Julgamento
A polícia encontrou um livro com fotos pornográficas no apartamento de Hopkins que mostrava homens sendo torturados durante orgias sexuais. Os promotores inicialmente pretendiam buscar uma condenação por homicídio de primeiro grau e usar o livro para provar que Hopkins havia planejado o assassinato. O julgamento de Hopkins começou em maio de 1978, mas foi adiado por dois meses depois que o promotor foi ferido em um acidente não relacionado. Durante o atraso, a Suprema Corte dos Estados Unidos decidiu no caso United States v. Chadwick, 433 US 1 (1977), que a polícia não pode se envolver em buscas sem mandado na ausência de uma exigência. Em 31 de julho, o tribunal de primeira instância declarou o livro pornográfico inadmissível como prova. Em 8 de agosto, o juiz do tribunal de primeira instância considerou que a pena de morte não poderia ser aplicada a Hopkins devido à falta de provas de premeditação.
Em 28 de setembro de 1978, Hopkins foi condenado por homicídio culposo e sentenciado a três anos de prisão. Uma vez que o tribunal foi autorizado a considerar provas suprimidas se as provas não fossem apreendidas apenas para obter uma pena de prisão mais longa e não "chocasse a consciência do tribunal", o juiz de primeira instância aumentou a sentença de Hopkins dos habituais três anos a quatro anos. Os promotores disseram que com bom comportamento, Hopkins seria libertado em dois anos (considerando o tempo cumprido).

## Créditos do palco
| Data                                           | Produção        | Per                         |
| ---------------------------------------------- | --------------- | --------------------------- |
| 16 de janeiro de 1964 – 31 de dezembro de 1970 | Hello, Dolly!   | Barnaby Tucker (substituto) |
| 8 de abril – 3 de maio de 1964                 | West Side Story | Gee-Tar                     |

## Filmografia
| Ano  | Título        | Personagem                | Notas                              |
| ---- | ------------- | ------------------------- | ---------------------------------- |
| 1962 | Gypsy         | Garoto da Fazenda Yonkers | Sem créditos                       |
| 1963 | The Stripper  | Parte parcial             | Sem créditos                       |
| 1964 | My Three Sons | Jay Robinson              | Episódio: "The Substitute Teacher" |
| 1969 | Hello, Dolly! | Barnaby Tucker            |                                    |